# Hew Dalrymple
Pour les articles homonymes, voir Dalrymple.
Hew Whiteford Dalrymple (3 décembre 1750 – 9 avril 1830), 1er baronnet Dalrymple de High Mark (Wigtown), fut un général britannique qui commanda, en 1808, l'armée britannique au Portugal. Il fit signer à Jean-Andoche Junot la célèbre convention de Cintra, pour l'évacuation de ce pays.

## Source
Cet article comprend des extraits du Dictionnaire Bouillet. Il est possible de supprimer cette indication, si le texte reflète le savoir actuel sur ce thème, si les sources sont citées, s'il satisfait aux exigences linguistiques actuelles et s'il ne contient pas de propos qui vont à l'encontre des règles de neutralité de Wikipédia.